# Yalnızkonak, Ağrı
Yalnızkonak là một xã thuộc thành phố Ağrı, tỉnh Ağrı, Thổ Nhĩ Kỳ. Dân số thời điểm năm 2011 là 208 người.